# Мимевземия схожая
Мимевземия схожая (лат. Mimeusemia persimilis) — бабочка семейства Совки.

## Описание
Размах крыльев 41—55 мм. Самка заметно крупнее самца. Рисунок передних крыльев состоит из 4-5 бледно-жёлтых, крупных пятен. Основной фон передних крыльев — чёрный. Задние крылья жёлтые, с широкой чёрной каймой, к которой примыкают 2 крупных тёмных пятна. Голова и грудь опушены густыми волосками. Усики булавовидно расширены на вершине. Лоб с коническим притупленным выростом. Щупики приподнятые, первые 2 покрыты густыми волосками, третий членик равен второму, голый. Патагии и тегулы бледно-жёлтые, брюшко с ярко-жёлтыми поясками, тело жёлтого цвета. Хоботок развит.

## Ареал
Юг Хабаровского края, Южное Приморье, Южные Курильские острова; Япония — Хоккайдо, Хонсю, Сикоку, Кюсю, Корейский полуостров, Китай — Хэйлунцзян, Сычуань.

## Местообитания
Встречается в чернопихтовых и кедрово-широколиственных лесах.

## Время лёта
Лет бабочек наблюдается со второй половины мая по конец июля. Активность особей проявлялась днем, часто посещают цветы; иногда бабочки прилетают и на свет. Преимагинальные стадии неизвестны.

## Численность
Численность вида в России косвенно очень невысокая. Вид известен примерно более чем по 20 экземплярам с материка и 10 экземплярам с Кунашира. Лимитирующие факторы не изучены.

## Замечания по охране
Занесен в Красную книгу России (I категория — исчезающий вид.)
Специальные меры охраны не разработаны. Охраняется в Курильском и Большехехцирском заповедниках.